# Sigurno mjesto
Sigurno mjesto (croat: lloc segur) és una pel·lícula de drama familiar croata del 2022 escrita i dirigida per Juraj Lerotić com a debut. La pel·lícula és protagonitzada per Juraj Lerotić com a Bruno, Goran Marković com a Damir i Snježana Sinovčić Šiškov com a mare. Sigurno mjesto es va estrenar al 75è Festival Internacional de Cinema de Locarno el 6 d'agost de 2022, com a part del programa 'Concorso Cineasti del presente' i va guanyar tres premis: Premi per Juraj Lerotić al millor director emergent de la Ciutat i Regió de Locarno Premi per Goran Marković al Millor Actor (Pardo al Millor Actor), i Millor Llargmetratge de Debut (Premi Swatch First Feature). Sigurno mjesto va ser el guanyador al Festival de Cinema de Sarajevo 2022, on va obtenir el premi Cor de Sarajevo a la millor pel·lícula, així com Cor deSarajevo al millor paper masculí per Juraj Lerotić; Premi CICAE atorgat per la Confederació Internacional de Cinemas d'Art a la millor pel·lícula en la categoria de llargmetratge; Premi Cineuropa atorgat pel portal del mateix nom dedicat al cinema europeu i als seus creadors. Fins ara, la pel·lícula s'ha projectat en 70 festivals mundials i ha guanyat un total de 48 premis a diferents festivals de cinema europeus i mundials. Cal destacar la seva projecció al prestigiós festival New Directors/New Films l'abril de 2023, al Museum of Modern Art (MoMA) i al Lincoln Center for the Performing Arts a Nova York. La pel·lícula Sigurno mjesto va ser seleccionada per la Societat Croata de Professionals del Cinema com a candidata croata a la categoria de millor llargmetratge internacional als Premis Oscar de 2022 el setembre de 2022. Juraj Lerotić va guanyar el "Premi Vladimir Nazor" de la República de Croàcia pels èxits artístics destacats al cinema. La Junta de l'Acadèmia del Cinema Europeu va seleccionar la pel·lícula per a una nominació als Premis del Cinema Europeu de 2023.

## Argument
Sigurno mjesto segueix els dos germans i la seva mare (l'actriu Snježana Sinovičić Šiškov), que apareixen a la pel·lículadurant les properes 24 hores. Durant aquest període, Bruno i la mare han de protegir en Damir no només d'ell mateix, sinó també del sistema antipàtic format per membres grollers i sospitosos de la policia i el personal mèdic robòtic, de vegades fins i tot arrogant. El lloc segur al qual volen arribar en tots els sentits de la paraula resulta ser força esquivant.

## Producció
La pel·lícula va rebre el suport financer del Centre Audiovisual Croat, la Radiotelevisió de Croàcia i el Centre de Cinema Eslovè. A més, la pel·lícula va guanyar el premi Eurimages Development Award al Mercat de coproducció CineLink del Festival de Cinema de Sarajevo. Sigurno mjesto és produït per una productora de Zagreb Pipser, amb Miljenka Čogelja com a productora i Zelena zraka (Saša Ban i Nevenka Sablić) com a soci de coproducció croata. La pel·lícula va ser creada en col·laboració amb la producció eslovena December (Vlado Bulajić i Lija Pogačnik). ==Llançament ==
La pel·lícula es va distribuir a nivell nacional i es va vendre als set territoris:
- Sèrbia: llançada el febrer de 2023,
- Montenegro: publicada el febrer de 2023,
- Eslovènia: llançament - setembre de 2023, *

Turquia: llançament - setembre de 2023, 
- Taiwan: llançament - octubre de 2023,
- Països Baixos: llançament - estiu de 2023,
- Portugal: finals de desembre de 2023/principis de gener de 2024

Sigurno mjesto es projecta en VOD a HBO (cobrint els següents territoris: Albània, República Txeca, República Eslovaca, Hongria, Polònia, Romania, Moldàvia, Croàcia, Eslovènia, Sèrbia, Kosovo, Montenegro, Bòsnia i Hercegovina, Macedònia del Nord, Bulgària - Payv TV & SVOD) a partir de l'1 de juny de 2023, també està disponible a Espanya a través de Filmin, així com a Austràlia mitjançant SBS sota demanda.

## Resposta crítica
Tant crítics croats com estrangers, professionals, personalitats públiques i públic van escriure sobre la pel·lícula.
Molts crítics internacionals han anomenat la pel·lícula debut de l'any de Lerotić, inclòs Byron Burton, periodista de The Hollywood Reporter i editor del blog Award Focus. Guy Lodge de Variety, Carmen Gray de The Guardian i un selector de la Berlinale i John Bleasdale, bloguer i crític de The Times, també van incloure Sigurno mjesto entre les deu millors pel·lícules de producció mundial del 2022. Sigurno mjesto també va figurar entre les millors pel·lícules del 2022 per Sight and Sound, una revista britànica publicada pel British Film Institute i va aparèixer a les nombroses llistes principals. de les millors pel·lícules del 2022 de la crítica croata, com ara la Top List of Films in 2022 - Croatian Critics. A més, Sigurno mjesto va ser seleccionada entre les 10 pel·lícules favorites del 2022 a la plataforma de reproducció en streaming Festival Scope per a professionals del cinema. Després d'una projecció al Festival Internacional de Cinema de Locarno, els seleccionadors van afirmar que Sigurno mjesto va ser, sens dubte, una de les pel·lícules més reeixides i escollides de l'any al festival.